# Ponte Sandnessund

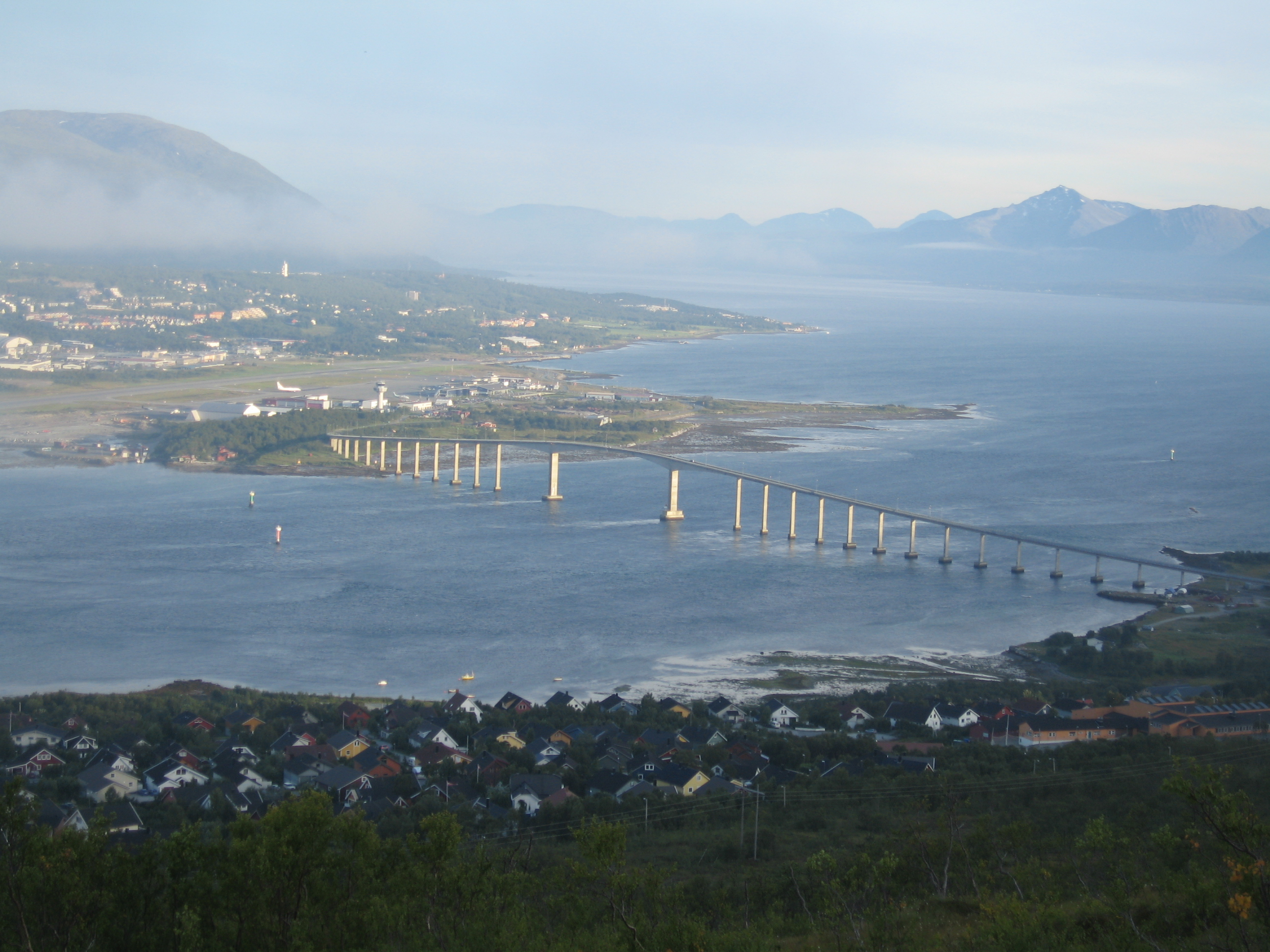
Ponte Sandnessund.

Ponte Sandnessund (Sandnessundbrua) é uma ponte cantilever que atravessa Sandnessundet entre Tromsøya e Kvaløya, no conddao de Troms, na Noruega. É uma das duas pontes em Tromsø. A Ponte Sandnessund tem 1220 metros, o principal vão é de 150 metros, e a altura máxima do mar é de 41 metros. Tem 36 colunas.
A Ponte Sandnessund foi inaugurada oficialmente pelo príncipe herdeiro Haroldo V em 26 de junho de 1974, embora tenha sido já aberta para o tráfego por 21 de dezembro de 1973. A ponte custou 36 milhões de coroas. Foi uma ponte pedagiada até 1 de maio de 1982.